# Serie alternata
In matematica, e più precisamente in analisi matematica, una serie alternata è una serie i cui termini sono alternativamente positivi o negativi. Una definizione alternativa è che una serie alternata è una serie del tipo
{\displaystyle \sum _{i=0}^{+\infty }(-1)^{i}a_{i}}
dove gli ai sono tutti positivi (o tutti negativi).
Condizione sufficiente ma non necessaria per la convergenza di una serie alternata è che essa sia assolutamente convergente, ovvero che la serie
{\displaystyle \sum _{i=0}^{+\infty }|a_{i}|}
sia convergente.
Un criterio molto potente per stabilire la convergenza di queste serie è il criterio di Leibniz: esso afferma che se la successione an è monotona decrescente e il suo limite è 0, allora la serie alternata
{\displaystyle \sum _{i=0}^{+\infty }(-1)^{i}a_{i}}
converge.